# ポールゲート
ポールゲート（英語: Polegate）はイギリスのイースト・サセックス州ウィールデン・ディストリクトにあるタウン、行政教区。イーストボーンから北へ5マイル離れており、この町の通勤圏にある。かつては鉄道で結ばれていたが、ビーチング・アックスによって廃線となった。2011年国勢調査での人口は8,586人で、そのうち41.2%が65歳以上である。

## 歴史
1840年代に鉄道が開通するまで、ポールゲートはヘイルシャム・パリッシュに属する小さな集落だった。ペヴェンジーからルイスを結ぶローマ街道がこの町を通っており、18世紀にはロンドンとイーストボーンを結ぶ幹線道路も作られた。しかしポールゲートが大きく成長を果たしたのは、ルイスとヘイスティングスを結ぶ鉄道、さらにイーストボーンへの支線が開業してからである。これによってポールゲートは近隣のマーケットタウンであるヘイルシャムへの貨物扱いを行うようになり、町には多数の鉄道職員が引っ越してきた。
12世紀には、カトリックの修道士がオーサム修道院を支配し、その後の1208年にはベイハム修道院へ移った。これらの建物は現存しており、前者は裁判所、後者は教会として利用されている。
1876年11月、セント・ジョンズ教会がこの町に建てられた。この土地と牧師館はブライトリング・パーク・エステートの所有者であるフラー＝メイリックが寄付した。1937年10月には教区として独立し、初代教区牧師として1933年から同教会で副牧師をしていたジョン・カテラル・サリスベリーが就任した。2013年、チャーチ・ロードに面していた牧師館は司教によって売却された。
その後ヘイルシャムへの路線が廃止されたことなどによって鉄道の結節点としての役割は失われた。しかし、道路においては国道A22号とA27号の交差点に位置し、その優位性を維持している。
現在のポールゲートには、レヴェット家の名を冠した4つの通り（Levett Close、Levett Road、Levett Avenue、Levett Way）がある。このアングロ・ノルマン人の一族は、初期のサセックスの地主であり、ファール、ボーディアム、ホリントンなどの荘園や土地を所有していた。この一族の土地は、ギルドレッジ家（後のデイヴィス＝ギルバート家）、セント・レオナーズ＝オン＝シーのエバースフィールズ家、アシュバーンハム家、チャロナー家などに引き継がれた。

## 地理
ポールゲートは、北側のウィールドとサウス・ダウンズの間の尾根に位置している。東側にはペヴェンジー・レベルがあり、かつての湾は中世初期に海岸の砂利が堆積して今は農地に変わっている。道路と鉄道の両方がこの谷間を通過している。
南にあるウィリンドンと繋がりながら次第にイーストボーンの郊外へと変化してきており、住民の多くはイーストボーンかウィリンドンへ通勤している。またA27号とA22号の結節点に位置するため、ブライトンやヘイスティングスなどの都市へも1時間以内に行くことができる。

### 気候
全域が西岸海洋性気候（Cfb）に属する。
| ポールゲート（イギリス）の気候 | ポールゲート（イギリス）の気候 | ポールゲート（イギリス）の気候 | ポールゲート（イギリス）の気候 | ポールゲート（イギリス）の気候 | ポールゲート（イギリス）の気候 | ポールゲート（イギリス）の気候 | ポールゲート（イギリス）の気候 | ポールゲート（イギリス）の気候 | ポールゲート（イギリス）の気候 | ポールゲート（イギリス）の気候 | ポールゲート（イギリス）の気候 | ポールゲート（イギリス）の気候 | ポールゲート（イギリス）の気候 |
| 月                             | 1月                            | 2月                            | 3月                            | 4月                            | 5月                            | 6月                            | 7月                            | 8月                            | 9月                            | 10月                           | 11月                           | 12月                           | 年                             |
| ------------------------------ | ------------------------------ | ------------------------------ | ------------------------------ | ------------------------------ | ------------------------------ | ------------------------------ | ------------------------------ | ------------------------------ | ------------------------------ | ------------------------------ | ------------------------------ | ------------------------------ | ------------------------------ |
| 平均最高気温 °C （°F）         | 8 (46)                         | 8 (46)                         | 9 (48)                         | 11 (52)                        | 15 (59)                        | 17 (63)                        | 19 (66)                        | 20 (68)                        | 18 (64)                        | 14 (57)                        | 11 (52)                        | 8 (46)                         | 13 (55)                        |
| 平均最低気温 °C （°F）         | 5 (41)                         | 4 (39)                         | 6 (43)                         | 7 (45)                         | 10 (50)                        | 12 (54)                        | 15 (59)                        | 15 (59)                        | 13 (55)                        | 10 (50)                        | 7 (45)                         | 5 (41)                         | 9 (48)                         |
| 平均降水日数                   | 7                              | 13                             | 14                             | 13                             | 9                              | 11                             | 9                              | 9                              | 13                             | 14                             | 15                             | 17                             | 154                            |
| 出典：Weatherbase              |                                |                                |                                |                                |                                |                                |                                |                                |                                |                                |                                |                                |                                |

## 行政
ポールゲートは北と南の2つの選挙区に分けられており、北が約4千人、南が約2千人の有権者を有している。ポールゲート町議会には15人の議員が所属しており、2つの選挙区から4年ごとに選出される。また月に1度議事堂でパブリック・ミーティングが開かれる。2007年の選挙では12名が地方政党のポールゲート住民協会に所属し、自由民主党から2名、無所属が1名選出された。
ディストリクトレベルではウィールデンに属しており、ディストリクト議会の選挙も4年ごとに行われる。議席数は55議席で、そのうちポールゲートには3議席が割り当てられている。2007年選挙では保守党34、自由民主党12、独立民主党3、ウィールデン独立党2、緑の党2、無所属1となり、ポールゲートからは自由民主党2名と無所属1名が選出された。
カウンティレベルではイースト・サセックスに属しており、カウンティは教育、図書館運営、社会サービス、住民登録、交通施策を担当する。カウンティ議会の選挙も4年ごとで、ポールゲートにはウィリンドン、イースト・ディーンと合同で2議席が割り当てられている。2009年の選挙結果は保守党29、自由民主党13、労働党4、無所属3となっており、ポールゲートが属する選挙区からは無所属が2名選出された。
国政レベルではルイス選挙区に属する。2015年の総選挙では保守党のマリア・コールフィールドが選出された。
2020年のブレグジット以前は、欧州議会の議席としてサウス・イースト・イングランド選挙区に属していた。

## 経済
ディットンズ・ロードに工業団地が立地しており、経済の中心となっている。また数多くの小規模商店がハイ・ストリートに立地する。

## 交通

### 鉄道
ポールゲート駅は1846年、ロンドン・ブライトン・アンド・サウス・コースト鉄道によって設置された。1849年にはイーストボーンとヘイルシャムへの支線が建設され、ヘイルシャム支線は地元の職員からはカックー・ラインと呼ばれていた。ヘイスティングスへの直通路線は現在廃線となっており、駅からはロンドン、ブライトン、イーストボーン、ヘイスティングス方面へ鉄道が運行されている。